# مايكل باكلي
مايكل باكلي (بالإنجليزية: Michael Buckley)‏ هو كاتب وكاتب للأطفال أمريكي، ولد في 16 أغسطس 1969 في آكرون في الولايات المتحدة.

## وصلات خارجية
- الموقع الرسمي
- مايكل باكلي على موقع IMDb (الإنجليزية)